# Heilig-Geist-Spital (Bozen)

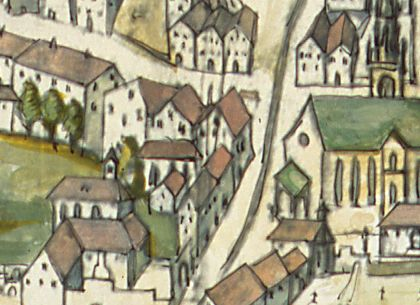
Detail der Bozner Stadtansicht von Ludwig Pfendter aus dem Jahr 1607 mit den noch bestehenden, westlich der Marienpfarrkirche gelegenen Gebäuden des Heilig-Geist-Spitals samt geostetem Spitalskirchlein

Das ehemalige Heilig-Geist-Spital in Bozen war eine am heutigen Pfarrplatz gelegene spätmittelalterlich-neuzeitliche Einrichtung, die für die städtische Armen- und Krankenpflege zuständig war und vom späten 13. bis in das 19. Jahrhundert bestand.

## Geschichte

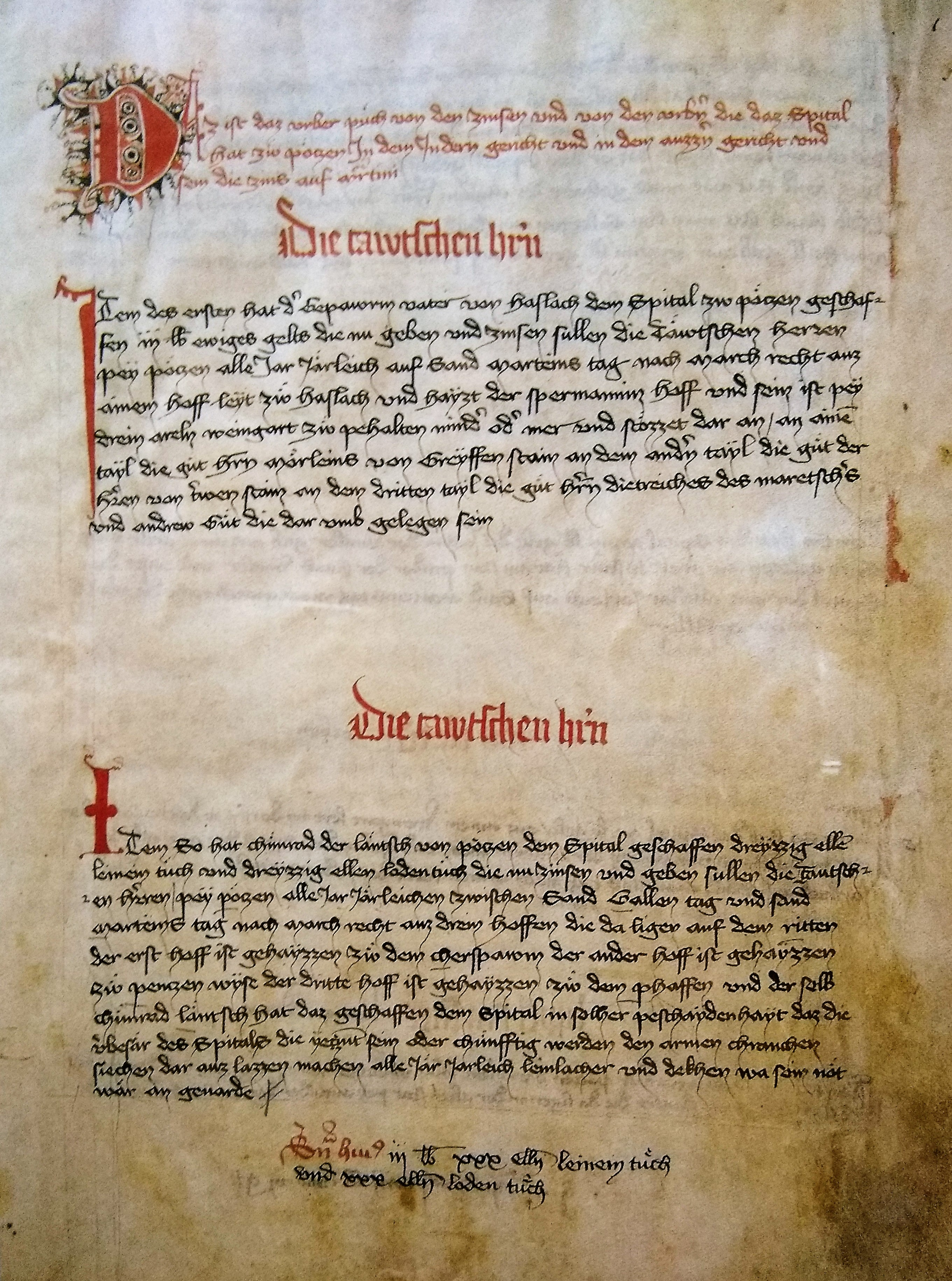
Das auf Pergament geschriebene Urbar des Bozner Heiliggeistspitals von 1420, Tiroler Landesarchiv, Urb. 140/1, fol. 1r

Das Heilig-Geist-Spital wurde in den Jahren 1271/72 durch die Gemeinschaft der Bozner Bürgerschaft (communitas burgensium Boçani) unmittelbar gegenüber dem Westportal der Marienpfarrkirche Bozen als typisches Bürgerspital gegründet. Die Versorgung der Armen und Bedürftigen sowie der Pfründner wurde, wie in ähnlichen kommunalen Hospitälern, von einer eigenen Heilig-Geist-Bruderschaft wahrgenommen, der sowohl Männer wie Frauen angehörten.
Die Neugründung ergänzte ein bereits 1242 genanntes, aber vermutlich älteres Sondersiechenhaus bzw. Leprosorium, das am Virglfuß unterhalb Burg Weineck an der Landstraße nach Trient gelegen war. Wie auch die Pfarrkirche außerhalb der Stadtmauern, aber verkehrsgünstig an der wichtigen Brennerstraße gelegen, entwickelte sich das Spital rasch zu einem der wichtigsten Dienstleistungseinrichtungen der noch jungen Kommune und häufte durch Stiftungen bald ein erhebliches Vermögen und umfassenden Grundbesitz im Bozner Raum an.
Ein im Jahr 1420 vom Bamberger Notar Johannes Braun angelegtes Urbar – heute verwahrt am Tiroler Landesarchiv, Sign. Urbare 140/1 – dokumentiert diese Blütezeit, die insbesondere mit der Weinwirtschaft verknüpft war.

## Spitalsvorstand
Die Spitalsvorstände (Spitalmeister oder -obristen) wurden von der Bürgergemeinde ernannt und vertraten deren Anliegen und Interessen. Als erster Vorstand, noch von der Bruderschaft bestellt, erscheint 1271 Bruder Konrad Noner.
Bemerkenswert ist, dass schon im frühen 14. Jahrhundert (1302–1331) mit Frau Heilwig ein weiblicher Spitalsvorstand bezeugt ist, auf die mit Elisabeth Scharendoyer (Scharendeuer) aus Eppan in den Jahren 1332–1335 und mit Beneschruda Schwarzmann aus Bozen in den Jahren 1365–1369 noch zwei weitere Spitalmeisterinnen folgten.
Unter den späteren Vorständen ist insbesondere Hans Lutz von Schussenried zu nennen, der das Spital in den Jahren 1517–1521 leitete und wenig später für den Neubau des Bozner Pfarrturms verantwortlich zeichnete.
In den Jahren 1519/20 fungierte Hans Lutz, der Erbauer des Turms der Bozner Marienpfarrkirche, als Spitalmeister.

## Aufhebung und Abriss
Nach Jahrzehnten der Stagnation im 18. Jahrhundert wurde die Spitalskirche 1786 unter Kaiser Joseph II. aufgehoben. Infolge der Professionalisierung des gesamten medizinischen Sektors war aber auch das Bürgerspital selbst als Versorgungseinrichtung obsolet geworden. Es wurde durch eine Spitalsneubau ab 1854 auf dem Areal der heutigen Freien Universität Bozen ersetzt. Die nunmehr leerstehenden Gebäude wurden 1886 an die österreichische Postverwaltung verkauft, die hier 1890 nach Entwurf des Baumeisters Albert Canal das neue Postgebäude errichten ließ. Vom alten Bürgerspital sind nur noch die weitläufigen Weinkeller am Dominikanerplatz erhalten geblieben. Diese stehen seit 2005 unter Denkmalschutz.

## Siegel
Als kommunale Einrichtung führte das Heilig-Geist-Spital ein eigenes Siegel, das an einer Ablassurkunde von 1274 überliefert ist. Im spitzovalen Typar erscheinen die Insignien des Heilig-Geist-Ordens, das Doppelkreuz und eine Taube mit der Aureole des Hl. Geistes, umgeben von der Umschrift: „S(igillum) Ospitalis in Bozano“.

## Archiv
Der reichhaltige Archivbestand des Bozner Spitals wird von drei Institutionen verwahrt, dem Stadtarchiv Bozen, dem Südtiroler Landesarchiv und dem Tiroler Landesarchiv. Die erhaltenen Überlieferungen umfassen eine umfangreiche Urkundenreihe sowie zahlreiche Urbare und Verwaltungsrechnungen. Am Bozner Stadtarchiv sind auch die Inventare und Ordnungen des Spitals aus dem Zeitraum 1550–1771 überliefert (Hss. 2433–2456). Eine umfangreiche Sammlung abgelöster Siegel von Urkunden aus dem ehemaligen Archivbestand besitzt das Stadtmuseum Bozen.